# Roger McCluskey
Roger McCluskey (ur. 24 sierpnia 1930 roku w San Antonio, zm. 29 sierpnia 1993 roku w Indianapolis) – amerykański kierowca wyścigowy.

## Kariera
McCluskey rozpoczął karierę w międzynarodowych wyścigach samochodowych w 1960 roku od gościnnych startów w USAC National Championship. Z dorobkiem 320 punktów uplasował się tam na dziewiętnastej pozycji w klasyfikacji generalnej. W tym samym roku był ósmy w wyścigu USAC Milwaukee Mile Qualifying Race. W późniejszych latach Amerykanin pojawiał się także w stawce USAC National Sprint Car Series, Indianapolis 500, 24-godzinnego wyścigu Le Mans, World Sports-Prototype Championship, Canadian-American Challenge Cup, NASCAR Grand National, USAC National Silver Crown, NASCAR Winston Cup, International Race Of Champions, USAC Mini-Indy Series oraz Champ Car.